# Port lotniczy Tałas
Port lotniczy Tałas – port lotniczy zlokalizowany w mieście Tałas, w Kirgistanie, stolicy obwodu tałaskiego.